# Station Mulhouse-Dornach
Station Mulhouse-Dornach is een spoorwegstation in de Franse gemeente Mulhouse. Het station staat in de wijk Dornach, in het westen van de stad.

## Treindienst
| Serie      | Treinsoort | Route                                             | Bijzonderheden |
| ---------- | ---------- | ------------------------------------------------- | -------------- |
| TER 831400 | TER (SNCF) | Colmar – Mulhouse-Dornach – Mulhouse-Ville        |                |
| TER 832700 | TER (SNCF) | Mulhouse-Ville – Mulhouse-Dornach – Thann – Kruth |                |